# Polonia ai Giochi della XXXIII Olimpiade
La Polonia ha partecipato ai Giochi della XXXIII Olimpiade, svoltisi a Parigi dal 26 luglio all'11 agosto 2024, con una delegazione di 229 atleti, 104 uomini e 125 donne, in 24 sport e 28 discipline.
I portabandiera alla cerimonia di apertura sono stati Przemysław Zamojski e Anita Włodarczyk.

## Delegazione
| Sport                | Uomini | Donne | Totale |
| -------------------- | ------ | ----- | ------ |
| Arrampicata sportiva | 0      | 2     | 2      |
| Atletica leggera     | 29     | 36    | 65     |
| Beach volley         | 2      | 0     | 2      |
| Canoa/kayak          | 5      | 10    | 15     |
| Canottaggio          | 4      | 2     | 6      |
| Ciclismo             | 4      | 11    | 15     |
| Equitazione          | 6      | 6     | 12     |
| Golf                 | 1      | 0     | 1      |
| Judo                 | 2      | 2     | 4      |
| Lotta                | 3      | 2     | 5      |
| Nuoto                | 13     | 8     | 21     |
| Pallacanestro        | 4      | 0     | 4      |
| Pallavolo            | 13     | 13    | 26     |
| Pentathlon moderno   | 2      | 2     | 4      |
| Pugilato             | 2      | 3     | 5      |
| Scherma              | 4      | 8     | 12     |
| Sollevamento pesi    | 0      | 1     | 1      |
| Tennis               | 1      | 4     | 5      |
| Tennistavolo         | 1      | 3     | 4      |
| Tiro                 | 2      | 5     | 7      |
| Tiro con l'arco      | 0      | 1     | 1      |
| Triathlon            | 0      | 1     | 1      |
| Tuffi                | 1      | 0     | 1      |
| Vela                 | 5      | 5     | 10     |
| Totale               | 104    | 125   | 229    |